# Shaking the Ashes of Our Enemies
L'album Shaking the Ashes of Our Enemies est le premier album du groupe de rock The Parisians, sorti le 15 mars 2010 sur le label Bonus Tracks Records et produit par Yarol Poupaud,.

## Liste des titres de l'album
1. Dark Story / Tough City
2. Time for Nothing More
3. Next Round Is on Me
4. Just Like...
5. I’ve Got to Go
6. Hips N’Lips
7. Kiss Your Smile
8. Difficult Times
9. The Way You Got Me
10. Why Choose One Side
11. Stop the Movement